# St. Andrews (New Brunswick)
St. Andrews is een plaats (town) in de Canadese provincie New Brunswick en telt 1798 inwoners (2006). De oppervlakte bedraagt 8,35 km².